# 노랑목낮도마뱀붙이
옐로트롯 데이 게코(yellow-throated day gecko)라 불리는 노랑목낮도마뱀붙이(Phelsuma flavigularis)는 마다가스카르 동부에 서식하며 멸종위기에 처한 주행성 도마뱀붙이류의 일종이다. 대개 우림에 서식하며, 나무에서 살아간다. 노랑목낮은 곤충과 꽃꿀을 먹는다.

## 형태
노랑목낮은 중형 도마뱀붙이류에 속한다. 수컷은 꼬리까지 최대 15 cm에 달하지만 암컷은 보통 훨씬 작다. 몸은 진녹색, 청록색을 띤다. 주황색 줄무늬 두 개가 주둥이를 가로지르고, 목에는 앞뒤로 줄무늬가 세 개 나있을 수도 있다. 등에는 작은 갈색, 적색 점박이 무늬가 나있다. 목은 연황색이고, 복부는 베이지색이다. 눈 가장자리는 푸른색을 띈다.

## 분포
노랑목낮은 마다가스카르 동해안의, 안타나나리보에서 동쪽으로 100km 정도 떨어진 안다시베( Andasibe) 주변의 제한된 영역에 서식한다.
노랑목낮은 바나나나무, 야자나무에서 지내며 원래의 서식지는 우림이다. 마다가스카르 동해안의 기후는 습하고 따뜻하다.

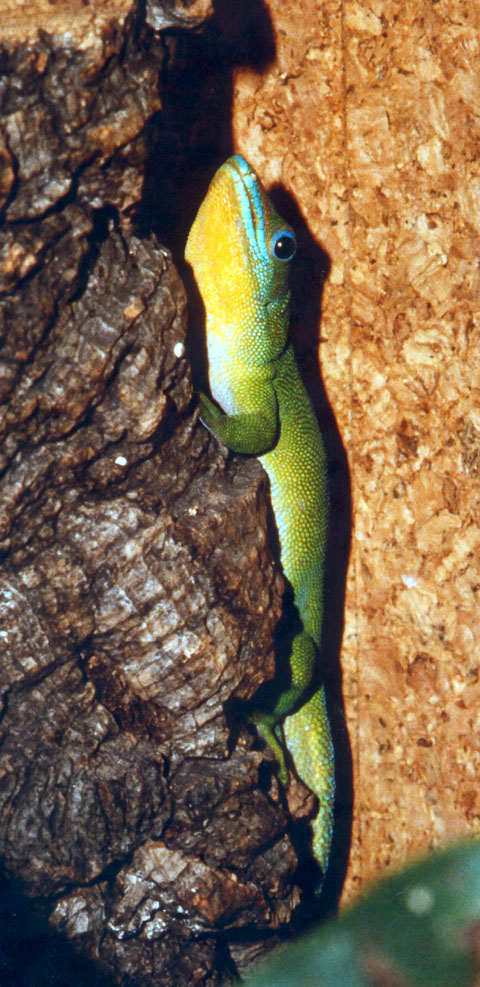
throat of species

## 습성
노랑목낮은 다양한 곤충 따위의 무척추동물을 잡아먹고, 달고 부드러운 과육, 꽃가루, 꽃꿀도 먹는다.
노랑목낮은 낮도마뱀붙이속에 속한 대부분의 종들처럼 자주 싸우며, 절대로 수컷끼리 같이 살려 들지 않는다. 암컷과 수컷을 함께 사육할 때는 수컷은 때로 암컷과 짝짓기를 하다가도 심한 상처를 입힌다. 이러한 경우에는 암컷은 도망칠 곳이 없으므로 즉시 암수를 분리시켜야 한다.

## 사육
노랑목낮은 크고 식물이 잘 심어진 테라리움 안에서 쌍으로 키워야 한다. 온도는 25 - 28 °C, 습도는 75 - 100%를 유지해야 한다. 사육 시에는 귀뚜라미, 벌집나방, 초파리, 밀웜, 집파리를 먹일 수 있다.